# Tatiana Choumiakina
Tatiana Anatolievna Choumiakina est une joueuse d'échecs russe née le 4 octobre 1965 à Tcheliabinsk en Uion Soviétique. Elle a le titre de grand maître international féminin en 1994.

## Biographie et carrière
Tatiana Choumiakina a représenté la Russie lors de trois olympiades d'échecs féminines : en 1992, 1994 et 1998, marquant 18,5 points en 30 parties. Elle remporta la médaille d'argent par équipe en 1998 avec la Russie et la médaille d'or individuelle au troisième échiquier la même année à l'Olympiade d'échecs de 1998.
Elle participa à deux tournois interzonaux féminins, marquant 6,5 points sur 13 en 1993 (19e place ex æquo) et 7 points sur 13 en 1995 (17e place ex æquo). En 2001, elle fut battue au premier tour du championnat du monde d'échecs féminin par Elina Danielian.